# ألكسيس دو توكفيل
ألكسيس دو توكفيل أو ألكسيس دو طوكفيل (بالفرنسية: Alexis de Tocqueville) (1805 - 1859 م) هو مؤرخ ومنظر سياسي فرنسي. اهتم بالسياسة في بعدها التاريخي. أشهر آثاره: في الديمقراطية الأمريكية (1835 - 1840 م)، والنظام القديم والثورة (1856 م).
كان توكفيل ناشطاً في السياسة الفرنسية بداية من فترة حكم نظام ملكية يوليو (1830-1848)، ثم خلال فترة الجمهورية الفرنسية الثانية (1849-1851) التي قامت إثر ثورة 1848 في شهر فبراير. تقاعد من الحياة السياسية بعد انقلاب لويس نابليون بونابرت في 2 ديسمبر عام 1851، وبدأ بعد ذلك العمل على كتاب حمل عنوان «النظام القديم والثورة». قال توكفيل إن أهمية الثورة الفرنسية تكمن في مواصلة عملية تطوير الدولة الفرنسية التي بدأت في عهد الملك لويس الرابع عشر. فشلت الثورة بسبب قلة خبرة النواب الذين كانوا ملتزمين بمُثُل عصر التنوير غير العملية للغاية.
كان توكفيل ليبراليًا كلاسيكيًا دافع عن نظام الحكم البرلماني، وكان متخوفًا من الديمقراطية المفتوحة. اتخذ خلال فترة وجوده في البرلمان موقفًا سياسيًا مؤيدًا للوسط اليساري، ولكن أدت الطبيعة المعقدة لسياساته الليبرالية إلى تباين التفسيرات والمؤيدين له على امتداد الطيف السياسي. شرح توكفيل موقفه السياسي إذ كتب: «كلمة «يسار» هي الكلمة التي أردت إرفاقها باسمي حتى تبقى مرتبطة به إلى الأبد».

## حياته
انحدر توكفيل من عائلة أرستقراطية نورماندية قديمة. والداه هما هيرفي لويس فرانسوا جان بونافينتور كليريل، نبيل عائلة توكفيل، ضابط في الحرس الدستوري للملك لويس السادس عشر، ولويس مادلين لو بيليتير دي روسانبو، التي نجت بشق الأنفس من عقوبة الإعدام عند سقوط ماكسميليان روبسبير في عام 1794.
أصبح والد توكفيل محافظًا من طبقة النبلاء خلال فترة استعادة بوربون. درس توكفيل في مدرسة ليسيه فابرت في مدينة متز.
بدأ توكفيل، الذي احتقر نظام ملكية يوليو 1830-1848، حياته السياسية في عام 1839. شغل بين عامي 1839 و1851 منصب ممثل إقليم المانش (فالوغنس). دافع في البرلمان عن وجهات النظر المؤيدة لإلغاء عقوبة الإعدام وأيد التجارة الحرة مع دعمه لاستعمار الجزائر الذي قام به نظام لويس فيليب. سعى في عام 1847 لتأسيس حزب الشباب اليساري الذي طالب بزيادة الأجور وإقرار الضريبة التصاعدية وغيرها من المطالب العمالية من أجل الحد من جاذبية الاشتراكيين. انتُخب توكفيل أيضًا كمستشار عام لإقليم المانش في عام 1842، وأصبح رئيسًا للمجلس العام بين عامي 1849 و1851. ذكرت الروايات أن موقف توكفيل السياسي أصبح غير ثابت خلال ذلك الوقت، إذ لم يثق في أي من اليسار أو اليمين وكان يبحث عن عذر لمغادرة فرنسا.

### أسفاره
تلقى توكفيل في عام 1831 رسالة من نظام حكم ملكية يوليو لتفتيش ودراسة السجون والمعتقلين في الولايات المتحدة الأمريكية وتوجه إلى هناك مع صديق حياته غوستاف دي بومونت. سافر توكفيل على نطاق واسع في الولايات المتحدة الأمريكية خلال زيارته لبعض السجون ودون نشر أي ملاحظات مفصلة حول رؤيته وانطباعاته. عاد في غضون تسعة أشهر ونشر تقريره، ولكن النتيجة الحقيقية لجولته كانت كتاب «الديمقراطية في أمريكا»، الذي نُشر في عام 1835. كتب بومونت أيضًا سردًا لرحلاتهم في كتاب حمل عنوان أمريكا الجاكسونية: الحرية أو العبودية في الولايات المتحدة الأمريكية عام 1835. قام خلال هذه الرحلة برحلة جانبية إلى محافظة جنوب كندا إلى مدينتي مونتريال وكيبيك من منتصف أغسطس وحتى بداية سبتمبر عام 1831.
بعيدًا عن أمريكا الشمالية، قام توكفيل بجولة مراقبة في إنجلترا حيث كتب مذكرات عن الفقر. سافر في عامي 1841 و1846 إلى الجزائر. ألهمه سفره الأول لتأليف كتاب السفر إلى الجزائر، الذي انتقد من خلاله النموذج الفرنسي للاستعمار القائم على أساس الاستيعاب الثقافي، مفضلًا بدلًا من ذلك النموذج البريطاني للحكم غير المباشر الذي تجنب مزج السكان المختلفين معًا. لقد ذهب إلى حد الدعوة بشكل علني إلى العزل العنصري بين المستعمرين الأوروبيين والعرب من خلال تطبيق نظامين تشريعيين مختلفين (قبل نصف قرن من تطبيق قانون الأهالي لعام 1881 القائم على أساس الدين).
سافر توكفيل في عام 1835 برحلة عبر أيرلندا. قدمت ملاحظاته إحدى أفضل الصور لكيفية تحمل أيرلندا المجاعة الكبرى بين عامي 1845-1849. تحدثت كتاباته عن الطبقة الوسطى الكاثوليكية النامية والظروف المروعة التي عاش فيها معظم المزارعين المستأجرين الكاثوليك. كان من الواضح إعجاب توكفيل بالليبرتارية وكذلك تقاربه مع الأيرلنديين من أبناء ديانته.
انتُخب توكفيل عضوًا في الجمعية التأسيسية لعام 1848 بعد سقوط ملكية يوليو إثر ثورة فبراير عام 1848، وأصبح عضوًا في اللجنة المكلفة بصياغة الدستور الجديد للجمهورية الثانية (1848-1851). دافع عن فكرة إنشاء برلمان من مجلسين وانتخاب رئيس الجمهورية بالاقتراع العام. اعتقد توكفيل أن الريف كان أكثر تحفظًا من سكان باريس العاملين، ولذلك ظنّ أن الاقتراع العام وسيلة لمواجهة الروح الثورية لباريس.
وزيرًا للخارجية
قبِل توكفيل دعوة الانضمام إلى حكومة أوديلون باروت كوزير للخارجية في الفترة من 3 يونيو إلى 31 أكتوبر عام 1849. ناشد وزير الداخلية جول دوفور خلال فترة الاضطراب في يونيو عام 1849 إعادة تفعيل حالة الحصار في العاصمة وأيد عملية اعتقال المتظاهرين. دعم توكفيل منذ فبراير عام 1848 القوانين التي تقيد الحريات السياسية، ووافق على القانونين اللذين جرى التصويت عليهما مباشرة بعد اضطرابات يونيو 1849، واللذين قيدا حرية الجمعيات والصحافة.
تناقض دعمه للقوانين التي تقيد الحريات السياسية مع دفاعه عن الحريات والديمقراطية في أمريكا. وفقًا لتوكفيل، فهو كان يفضل النظام باعتباره «الشرط اللازم لممارسة السياسة بالشكل الصحيح. كان يأمل في تحقيق نوع من الاستقرار في الحياة السياسية الفرنسية والذي من شأنه أن يسمح بالنمو المطرد للحرية دون أي عوائق بسبب التذبذبات المنتظمة لفوضى التغيير الثوري».
دعم توكفيل كافيناك ضد لويس نابليون بونابرت في الانتخابات الرئاسية لعام 1848. وكان من بين النواب الذين تجمعوا في الدائرة العاشرة في باريس محاولين مقاومة انقلاب لويس نابليون بونابرت في 2 ديسمبر عام 1851، واتهموا نابليون الثالث بتهمة الخيانة العظمى لأنه انتهك النص الدستوري المتعلق بشروط المنصب. احتُجز في فانسن ثم أُطلق سراحه. ترك توكفيل، الذي دعم عودة آل بوربون الملكية ضد الإمبراطورية الثانية لنابليون الثالث (1851-1871)، الحياةَ السياسية وعاد إلى قلعته (قلعة توكفيل).
ذكر كاتب السير الذاتية جوزيف إبشتاين: «لا يمكن أن يجبر توكفيل نفسه على خدمة رجل يعتبره مغتصبًا ومستبدًا. لقد قاتل قدر ما يستطيع من أجل الحرية السياسية التي آمن بها بشدة لمدة ثلاثة عشر عامًا من حياته. كان يمكنه أن يمضي الأيام المتبقية له في النضال لنفس الهدف، لكنه سيكمل دوره الآن من المكتبات ودور المحفوظات ومكتبه الخاص». بدأ توكفيل كتابة مسودة كتابه النظام القديم والثورة ونشر الإصدار الأول منه في عام 1856، لكنه لم يكمل الإصدار الثاني.

### حوال الولايات المتحدة وروسيا
في كتابه من الديموقراطية في أمريكا، تبأ بأن كل من والولايات المتحدة الأمريكية وروسيا سيصيرا مستقبلا القوى العظمى.

## وفاته
تُوفي توكفيل الذي كان يعاني منذ فترة طويلة من نوبات السل إثر المرض في 16 أبريل عام 1859، ودُفن في مقبرة توكفيل في نورماندي. كان دين توكفيل المُعلَن هو الرومانية الكاثوليكية. رأى أن الدين متوافق مع كل من المساواة والفردية، لكنه رأى أيضًا أن الدين سيكون أفضل عندما ينفصل عن السياسة.

## وصلات خارجية
- ألكسيس دو توكفيل على موقع الموسوعة البريطانية (الإنجليزية)
- ألكسيس دو توكفيل على موقع إن إن دي بي (الإنجليزية)

- مؤلفات Alexis de Tocqueville في مشروع غوتنبرغ
- أعمال أو نبذة عن ألكسيس دو توكفيل على أرشيف الإنترنت
- أعمال ألكسيس دو توكفيل في ليبري فوكس